# PGC 3690778
LEDA/PGC 3690778 ist eine Galaxie im Sternbild Orion nördlich der Ekliptik. Sie ist schätzungsweise 474 Millionen Lichtjahre von der Milchstraße entfernt und hat einen Durchmesser von etwa 185.000 Lichtjahren. Vom Sonnensystem aus entfernt sich das Objekt mit einer errechneten Radialgeschwindigkeit von näherungsweise 10.700 Kilometern pro Sekunde.
Vermutlich bildet sie gemeinsam mit IC 2112 ein gravitativ gebundenes Galaxienpaar. 